# Chausseestrasse

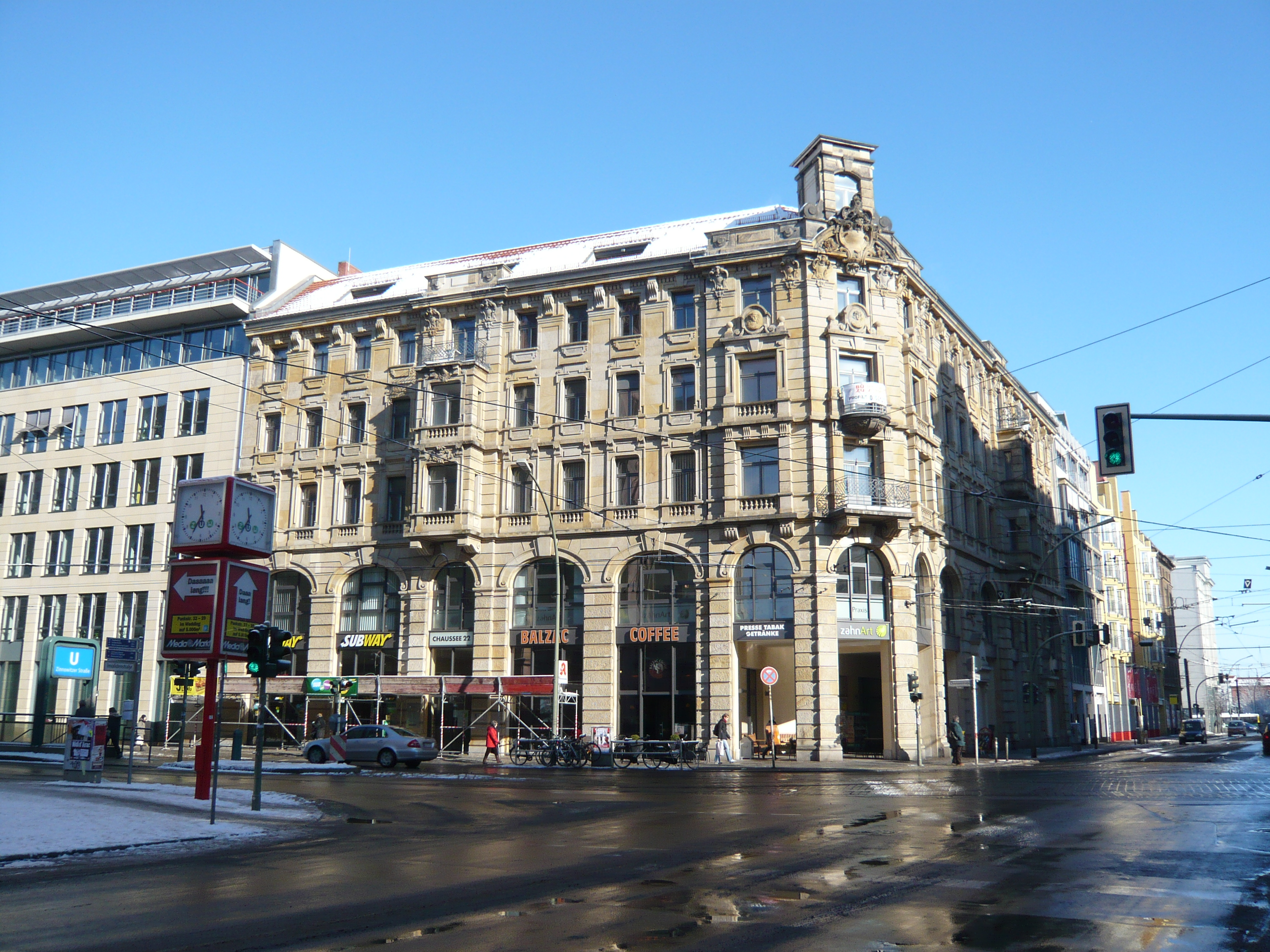
Kulturminnesmärkt bostads- och affärshus från 1891 på Chausseestrasse 22, vid korsningen med Invalidenstrasse.

Chausseestrasse, tysk stavning: Chausseestraße, är en 1,7 kilometer lång genomfartsgata i norra delen av Berlins innerstad, belägen i stadsdelarna Mitte och Wedding. Namnet syftar på den stenlagda landsväg av chausseetyp som anlades här i mitten av 1700-talet i riktning norrut mot Oranienburg. Gatan sammanbinder Friedrichstrasse i sydost med Müllerstrasse i nordväst. Längs med gatan finns flera kända och kulturminnesmärkta byggnader och begravningsplatser i Berlin. Chausseestrasse med omgivande kvarter i stadsdelen Oranienburger Vorstadt var under 1800-talet en viktig födelseplats för Preussens tunga industri, bland annat med landets första lokomotivfabriker. Fram till slutet av andra världskriget var Chausseestrasse även en viktig affärsgata i Berlin. Under Berlins delning gick här gränsen mellan den franska och den sovjetiska ockupationssektorn, och från 1961 till 1989 korsades gatans nordligaste del av Berlinmuren med gränsövergången Chausseestrasse, belägen i höjd med Liesenstrasse.
Vid gatan ligger bland annat Bundesnachrichtendiensts och Vattenfalls kontorshus i Berlin, Brecht-Haus och Dorotheenstädtischer Friedhof.

## Angränsande gator och platser
Från norr till söder:
- Chausseestrasse övergår i norr i Müllerstrasse vid bron över Panke.
- Invalidenstrasse
- Vid platsen för den tidigare stadsporten Oranienburger Tor korsar gatan Hannoversche Strasse/Torstrasse och Chausseestrasse övergår här söderut i Friedrichstrasse.